# Virginia Limongi
Virginia Stephanie Limongi Silva (Portoviejo, 11 de enero de 1994) es una modelo, exreina de belleza y presentadora de televisión ecuatoriana de ascendencia italiana. Fue Reina de Portoviejo y Reina de Manabí en 2012. Conocida también por haber sido la primera mujer ecuatoriana en haber ganado los 2 títulos de belleza más importante del país mediante concurso y no por designación. Actualmente trabaja en uno de los programas matinales más popular del Ecuador a través de la señal de la cadena ecuavisa, donde es una de sus principales animadoras 
, recientemente tuvo su primer éxito televisimo con el reality "super modelos" el cual batio récord de sintonía.

## Carrera

### Reina de Portoviejo 2012
Virginia ganó el concurso Reina de Portoviejo, en 2012.

### Reinado de Manabí 2012
Virginia ganó el certamen Reina de Manabí en 2012.

### Miss World Ecuador 2014
Virginia representó a su provincia en el certamen nacional donde ganó el 4 de octubre de 2014. También obtuvo los títulos de Señorita Fotogénica, Mejor Cabellera y Mejor Sonrisa.

### Miss Mundo 2014
Virginia representó a Ecuador en Miss Mundo 2014 realizado en Londres, Reino Unido.

### Top Model of the World 2016
Representó a Ecuador en el certamen Top Model of the World 2016 realizado en Bremen, Alemania donde se ubicó como semifinalista además de obtener el premio de Top Model Fotogénica.

### Miss Ecuador 2018
En 2018, decidió representar a su provincia en el certamen nacional donde triunfó el 5 de mayo de 2018, siendo la primera ecuatoriana en ostentar los dos títulos de belleza más importantes del país. Obteniendo también los títulos de Miss Duet, Miss Nivea Skin Care, Miss Cielo, Miss Popularidad y Mejor Traje Nacional.

### Miss Universo 2018
Representó a Ecuador en la 67.ª edición del certamen de Miss Universo 2018 realizado en Bangkok, Tailandia el 16 de diciembre de 2018. Donde a pesar de ser una de las favoritas por su desempeño, no clasificó, sin embargo, la Mexicana Universal 2017, Denisse Franco y los fanes del certamen, le otorgaron un reconocimiento llamado "El Tocuyo Award".

### Incursión en la Televisión
Desde el 22 de febrero de 2022, es la presentadora de En Contacto de Ecuavisa, siendo esta su primera experiencia en la televisión, después de haber superado la fase de pruebas.

## Vida personal
A inicios de 2017, empezó una relación con el modelo brasileño Cezar Augusto, el cual conoció en Filipinas. En agosto de 2020 dieron la bienvenida a su hija, Virginia Augusto Limongi.
En el año 2025, después de 8 años, Virginia y Cezar pusieron fin a su relación.